# Stephen Murray
Pour les articles homonymes, voir Murray et Stephen Murray (acteur).
Stephen Murray (né le 9 janvier 1980 à Newcastle, Angleterre) est un rider de BMX anglais.
Murray est connu pour sa facilité à exécuter des figures telles que ses double backflips (double salto arrière), ses 360 backflips (saut périlleux arrière, en faisant un tour complet sur le côté), ou encore ses turndown back flips (backflip en passant son corps devant le vélo). 
Stephen Murray est marié, et a 2 fils.

## Accidents
Il a subi une terrible chute le vendredi 22 juin 2007, en finale BMX du Dew Action Sports Tour, après un atterrissage calamiteux lors d'un double backflip tenté à son dernier saut.
Il fut blessé gravement à la nuque, aux vertèbres et à la moelle épinière, et est aujourd'hui paralysé.
Sa carrière est donc terminée, et il a d'ailleurs de très minces chances de remarcher un jour.
Les derniers bulletins de santé rapportent qu'il peut seulement bouger ses pouces, ses index, dans une moindre proportion ses doigts de pied, ses épaules et sa tête.
Pour son traitement, il travaille avec le médecin qui s'est notamment occupé de Christopher Reeve.
Il continue lui-même de croire qu'il va remarcher, et pourquoi pas, refaire du vélo un jour.
Une association a été créée en sa faveur. Un site Internet assez régulièrement mis à jour informe de son état de santé.
Ce ne fut pas le premier accident spectaculaire dont il fut victime, en 2006, il avait eu un accident durant le Big Dirt Crash at the Dew Tour 20.

## Palmarès
- 6 fois champion d'Angleterre avant l'âge de 16 ans.
- Médaillé d'or en BMX Dirt aux X Games de 2001.
- Double médaillé d'or en BMX Dirt au Gravity Games (2001 et 2002).
- Nommé pour le trophée ESPN du rider de l'année 2007.

## Publications
- Staying Strong: An Immensely Human Story (avec John F. McDonald, Lee Martin)[4].